# Chuathbaluk
Chuathbaluk – miasto w Stanach Zjednoczonych, w stanie Alaska, w okręgu Bethel. W miejscowości ma siedzibę prawosławna parafia św. Sergiusza.